# 小豆島中央病院
小豆島中央病院（しょうどしまちゅうおうびょういん）は、小豆島中央病院企業団が香川県小豆郡小豆島町にある病院。

## 診療科
- 内科[1]
- 小児科[1]
- 外科[1]
- 整形外科[1]
- 脳神経外科[1]
- 皮膚科[1]
- 泌尿器科[1]
- 産婦人科[1]
- 眼科[1]
- 耳鼻咽喉科[1]
- 人工透析内科[1]
- 放射線科[1]
- リハビリテーション科[1]

## 交通アクセス
- 小豆島オリーブバス坂手線・福田線・田ノ浦映画村線・中山線「小豆島中央病院」停留所下車
- 小豆島町営バス三都線「小豆島中央病院」停留所下車

## 医療機関の指定・認定
| 保険医療機関 | 戦傷病者特別援護法指定医療機関           |
| 高齢者の医療の確保に関する法律（昭和57年法律第80号）第7条第1項に 規定する医療保険各法及び同法に基づく療養等の給付の対象とならない 医療並びに公費負担医療を行わない医療機関 | 原子爆弾被害者医療指定医療機関           |
| 労災保険指定医療機関 | 原子爆弾被害者一般疾病医療取扱医療機関   |
| 指定自立支援医療機関（更生医療） | 第二種感染症指定医療機関                 |
| 指定自立支援医療機関（育成医療） | 母体保護法指定医の配置されている医療機関 |
| 指定自立支援医療機関（精神通院医療） | 香川県災害拠点病院                       |
| 身体障害者福祉法指定医の配置されている医療機関 | へき地医療拠点病院                       |
| 生活保護法指定医療機関 | がん診療連携拠点病院                     |
| 結核指定医療機関 |                                          |

- 日本整形外科学会専門医制度研修施設[2]
- 日本眼科学会専門医制度研修施設[2]
- 日本泌尿器科学会専門医拠点教育施設[2]